# Алексеев, Валерий Петрович
Валерий Петрович Алексеев (род. 1957) — советский и российский спортсмен и тренер; Мастер спорта по вольной борьбе (1980), Заслуженный тренер России (2000). Судья международной категории, Отличник народного просвещения РФ (1997), Заслуженный педагог Красноярского края (2005).

## Биография
Родился 16 октября 1957 года в Красноярске. Борьбой начал заниматься в 1971 году. Мастером спорта по вольной борьбе стал в 1980 году.
В 1983 году окончил Красноярский государственный педагогический институт — учитель физической культуры, и с этого же года находился на тренерской работе. Наставник многократных призёров крупнейших всероссийских и мировых турниров — Инги и Натальи Карамчаковых. Последняя впоследствии стала его женой.
В настоящее время работает тренером-преподавателем по вольной борьбе в красноярской СДЮСШОР имени Б. Х. Сайтиева, а также в Школе высшего спортивного мастерства по видам борьбы имени Д. Г. Миндиашвили.
Его брат Виктор тоже является тренером, Заслуженный тренер России (1993).